# Montrosier
Montrosier é uma comuna francesa na região administrativa de Occitânia, no departamento de Tarn. Estende-se por uma área de 3,39 km². Em 2010 a comuna tinha 35 habitantes (densidade: 10,3 hab./km²).